# Грегорійчук Зоряна Петрівна
Зоряна Петрівна Грегорійчук (нар. 17 червня 1962, Львів) — українська мисткиня, майстриня писанкарства. Член НСМНМУ.

## Біографія
Народилася 17 червня 1962 року у місті Львові.
У 1985 році закінчила Львівську державну консерваторію імені М. Лисенка (клас скрипки). Працює в оркестрі оперної студії Львівської державної музичної академії імені М. Лисенка, режисерка театру «Мета». Член музичної спілки України.
- Персональні виставки у м. Львові (1986 р.), м. Луцьку, с. Колодяжному, м. Белграді (Сербія), Слупську (Польща), Ліоні (Франція.
- Учасниця І Міжнародного з'їзду писанкарів в м. Ліоні (Франція, 1993 р.), II Міжнародного З'їзду писанкарів (1995 р.), III Міжнародного З'їзду писанкарів (с. Космач, 2007 р.).
- Твори зберігаються у Львівському музеї етнографії і художнього промислу, Коломийському музеї народного мистецтва Гуцульщини, приватних колекціях США, Німеччини, Польщі, Франції.

Мешкає у Львові.